# Novotel Center Norte
O Novotel São Paulo Center Norte é um hotel localizado no distrito de Vila Guilherme, zona norte da cidade de  São Paulo que pertence ao Grupo Baumgart e é administrado pela AccorHotels. Está situado no complexo Cidade Center Norte.

## História
Inaugurado em 2000, o hotel foi concebido para atender executivos de empresas e toda a demanda para eventos realizados nos centros de convenções e exposições da região como o Expo Center Norte e o Parque Anhembi. O complexo possui 5 andares, 2 restaurantes, 335 apartamentos, 13 salas de eventos e estrutura de lazer completa para a família, incluindo uma piscina interna.
A FIFA escolheu este como um dos hotéis para hospedar a imprensa da Copa das Confederações de 2013.
Em 2018, iniciou um processo de retrofit que custou R$ 5 milhões para a reforma integral do complexo hoteleiro.

## Características
Todos os quartos possuem TV a cabo, ar condicionado, acesso à internet de alta velocidade, cofre e área de trabalho separada. Seus restaurantes são o Kita Sushi Bar, especializado em comida japonesa, e o Gourmet Bar, especializado em culinária internacional.
O hotel fica a menos de 1km de distância do Terminal Rodoviário do Tietê e a cerca de 13km do Aeroporto Internacional de Guarulhos, as estações Portuguesa-Tietê e Carandiru do Metrô de São Paulo também ficam próximas ao hotel.

## Cidade Center Norte
A Cidade Center Norte é um complexo formado pelos shoppings Center Norte e Lar Center, o centro de convenções Expo Center Norte, o hotel Novotel Center Norte além de diversos estabelecimentos comerciais e lojas que ocupam uma área de 600.000 m² na Vila Guilherme, em São Paulo. O Novotel Center Norte é o mais recente dentre os principais empreendimentos do complexo.